# Церковь Похвалы Пресвятой Богородицы в Башмаках
Церковь Похвалы́ Пресвятой Богородицы в Башмака́х — утраченная православная церковь в Москве, построенная в XV веке, несколько раз перестроенная и снесённая в 1932 году. Находилась на углу Всехсвятского проезда и Пречистенской набережной.

## История
Церковь впервые упоминается в 1475 году; она была примечательна тем, что была единственным московским храмом в честь праздника Похвалы Богородицы. В церкви находилась чудотворная икона Николая Чудотворца, к которой приходило много паломников. В старину этот храм имел ещё одно имя — «старая проща», потому что человека, получившего исцеление от иконы, называли «прощенником». По иконе церковь в народе называли также «Никола в Башмачках».
В 1629 году деревянная церковь сгорела и была заново выстроена в камне. Старое название этой местности «Башмаки» связано с фамилией думного дворянина, который ещё раз перестроил каменную церковь в 1705 году — Дементия Башмакова. 
Думный дворянин и печатник Башмаков перестроил её на свои средства и на деньги, завещанные подьячим Шандиным.
Храм получил тот внешний и внутренний вид, который и сохранил до начала XX века: высокий, пятиглавый, с декором в стиле барокко и с редким шестиярусным иконостасом.
Дементий Башмаков вместе с матерью и дочерью был похоронен на приходском кладбище этой церкви.

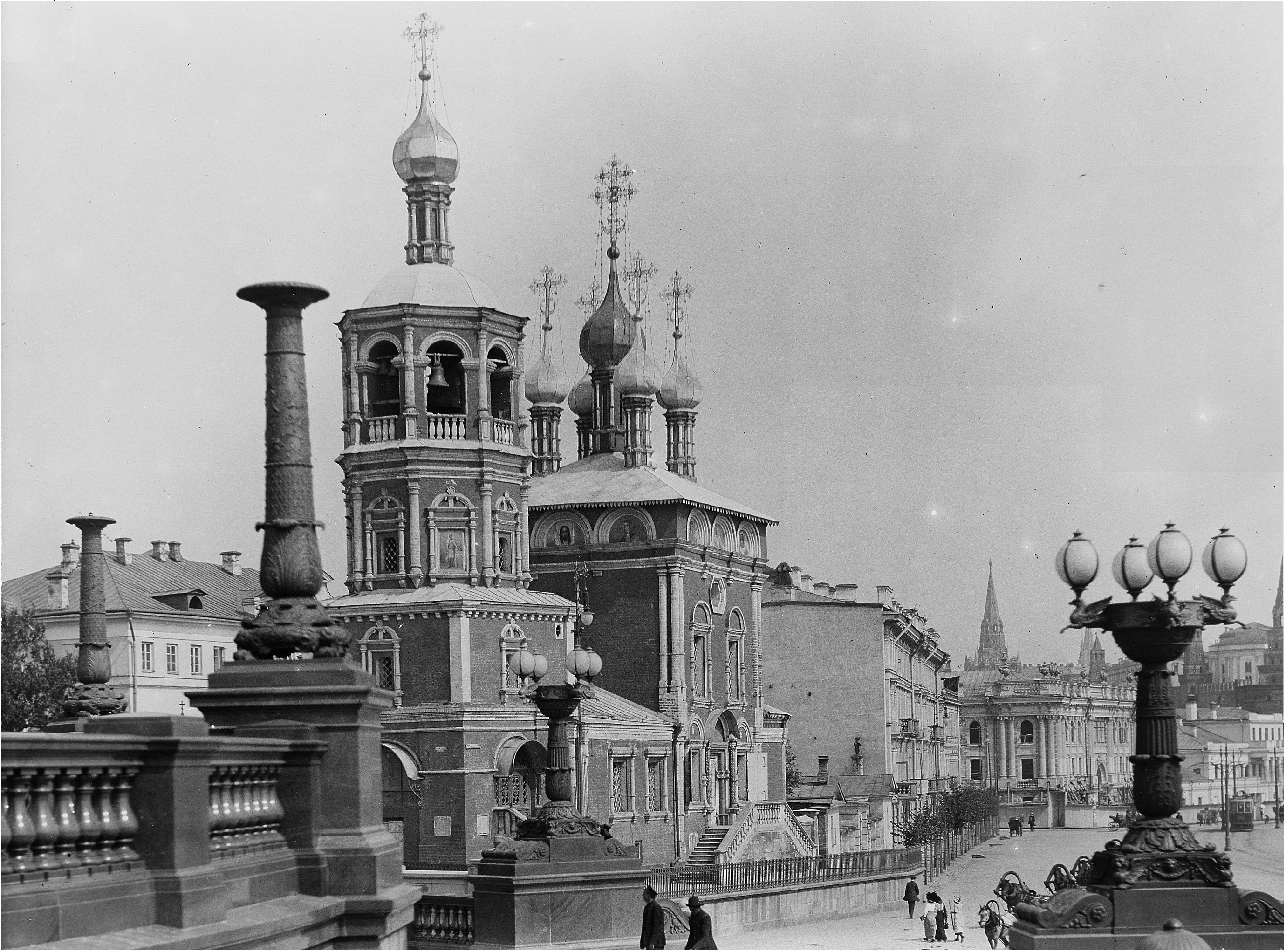
Церковь в 1912—1917 годах

Церковь Похвалы Богородицы просуществовала до 1932 года, когда была разрушена, чтобы освободить территорию для строительства Дворца Советов. Однако проект не был реализован и вместо него построили бассейн «Москва».
Во время археологических раскопок на месте снесённой церкви 22 сентября 1932 года была обнаружена могильная плита с именем известного деятеля XVII века Малюты Скуратова. Надпись на ней сообщала, что здесь лежит погибший в 1573 году Малюта Скуратов.